# Polizeianhaltezentrum
Als Polizeianhaltezentrum (Kurzform PAZ; auch Polizeiliches Anhaltezentrum) werden in Österreich alle Gefängnisse bezeichnet, die sich unter der Verwaltung des Bundesministeriums für Inneres befinden. In diesen Gebäuden wird im Gegensatz zu den Justizanstalten, welche dem Bundesministerium für Justiz angegliedert sind, keine Strafhaft vollzogen. Vorwiegend werden in den Polizeianhaltezentren Schub- und Verwaltungsstrafhäftlinge untergebracht. Der Begriff wird seit spätestens 2002 verwendet.
Zurzeit existieren in Österreich 15 Polizeianhaltezentren. Maßgeblich für die Anhaltung in einem Polizeianhaltezentrum ist dabei primär die vom Ministerium erlassene Anhalteordnung (AnhO) sowie weiters das Fremdenpolizeigesetz 2005 (FPG).
Der Name „Polizeianhaltezentrum“ wurde erst vor einigen Jahren eingeführt. Bis dahin wurde der Name Polizeigefangenenhaus verwendet. Da der Begriff „Gefangener“ aber im aktuellen juristischen Sprachgebrauch nicht mehr verwendet wird, wurde hier eine begriffliche Anpassung vorgenommen. Zudem sollen Verwechslungen mit der Unterbringung in Gerichtlichen Gefangenenhäusern, in denen Untersuchungs- und Strafhaften vollzogen werden, dadurch vermieden werden.

## Polizeianhaltezentren in Österreich

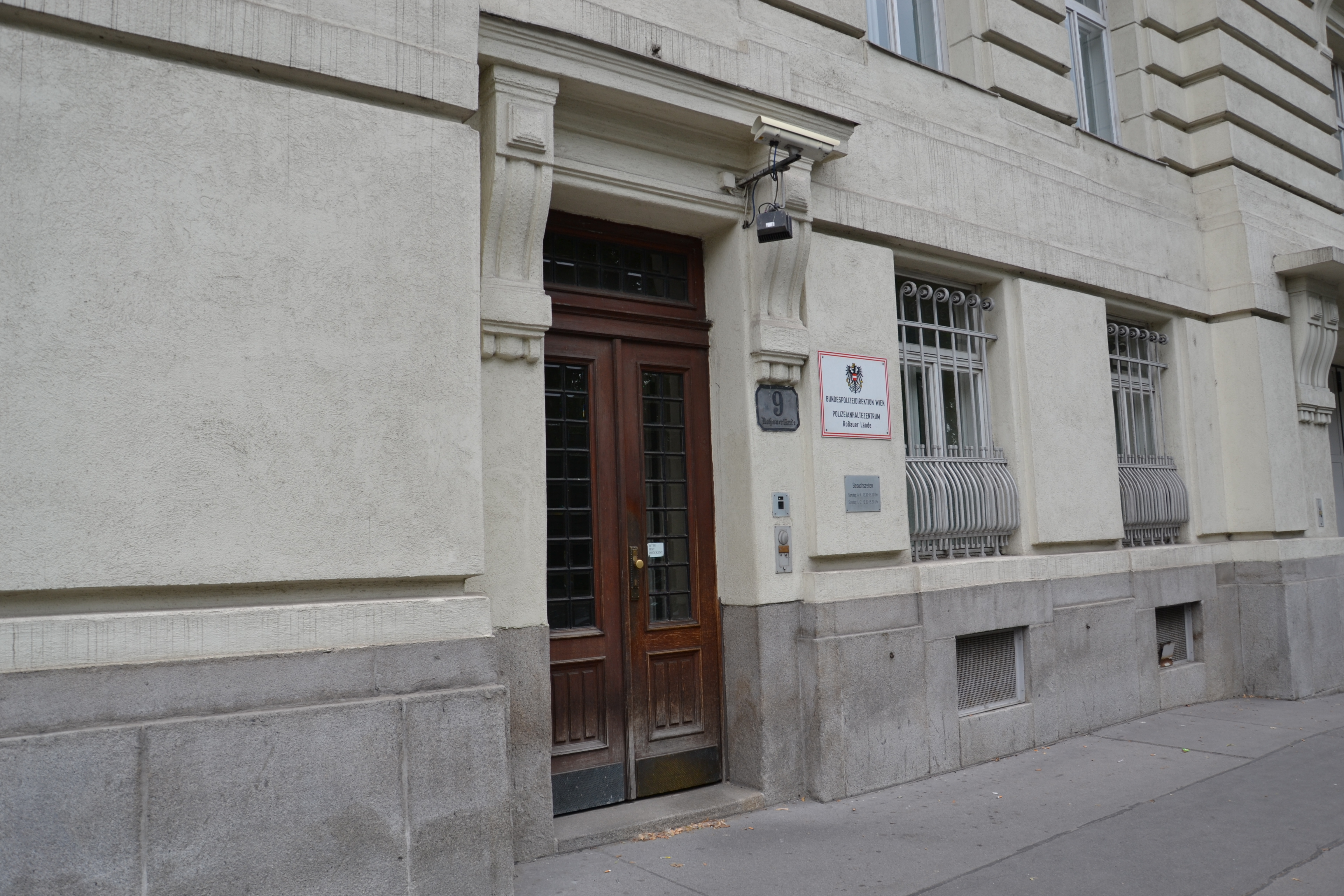
Polizeianhaltezentrum Rossauer Lände in Wien

In Österreich existieren derzeit im gesamten Bundesgebiet 15 eigenständige Polizeianhaltezentren und ein Anhaltezentrum für Schubhäftlinge, die der jeweiligen Landespolizeidirektion unterstellt sind.
1. Polizeianhaltezentrum Bludenz (Vorarlberg)
2. Polizeianhaltezentrum Eisenstadt 1 (Burgenland)
3. Polizeianhaltezentrum Eisenstadt 2 (Burgenland)
4. Polizeianhaltezentrum Graz (Steiermark)
5. Polizeianhaltezentrum Innsbruck (Tirol)
6. Polizeianhaltezentrum Klagenfurt (Kärnten)
7. Polizeianhaltezentrum Linz (Oberösterreich)
8. Polizeianhaltezentrum Salzburg (Salzburg)
9. Polizeianhaltezentrum St. Pölten (Niederösterreich)
10. Polizeianhaltezentrum Steyr (Oberösterreich)
11. Polizeianhaltezentrum Villach (Kärnten)
12. Polizeianhaltezentrum Wels (Oberösterreich)
13. Polizeianhaltezentrum Wien Hernalser Gürtel (Wien)
14. Polizeianhaltezentrum Wien Rossauer Lände (Wien)
15. Polizeianhaltezentrum Wiener Neustadt (Niederösterreich)

Daneben existiert noch das Anhaltezentrum Vordernberg in der Steiermark, welches im Grunde ebenfalls ein PAZ ist, jedoch ausschließlich als Anhaltezentrum für Schubhäftlinge konzipiert und gebaut wurde und damit eine Sonderstellung einnimmt.

## Kritik
Regelmäßig werden von Menschenrechtsorganisationen wie Amnesty International die Bedingungen in den österreichischen Polizeianhaltezentren kritisiert. Die Organisationen werfen dem Bundesministerium für Inneres vor, insbesondere Schubhäftlinge unter erschwerten Bedingungen anzuhalten. Diese Kritik wird von den zuständigen Behörden in der Regel entschieden zurückgewiesen.
Die Anhalteordnung regelt in § 4 folgendes:

„Hafträume müssen so gelegen und eingerichtet sein, dass darin Häftlinge menschenwürdig angehalten und gesundheitliche Gefährdungen vermieden werden können; sanitäre Einrichtungen müssen so gestaltet sein, dass sie Häftlinge auch in Gemeinschaftshaft auf menschenwürdige Weise benützen können.“

Die Haftbedingungen für Schubhäftlinge zu verbessern war einer der entscheidenden Gründe, das im Jänner 2014 eröffnete Anhaltezentrum Vordernberg zu erbauen.

## Menschenrechtsbeirat
Der Menschenrechtsbeirat (MRB) beim Innenministerium hat im Oktober 2009 den Bericht „Haftbedingungen in den Anhalteräumen der Sicherheitsbehörden“ in 5. Auflage vorgelegt, der sich in 3 Bereiche gliedert:
- Anhaltebedingungen – etwa die Zelle,
- Vollzug der Haft – Beschäftigung, Verpflegung, Körperpflege
- Kontakte nach außen – mit dem Wachpersonal, mit der Schubhaftbetreuung

Zustände werden jeweils allgemein analysiert, mit internationalen Rahmenbedingungen verglichen und Entwicklungsmöglichkeiten aufgezeigt. Die Publikation der Arbeitsgruppe Haftstandards des MRB basiert auf der Arbeit von aufsuchenden Kommissionen.
Der MRB wirkte ab 2005 mit an der Ausarbeitung der Novellierung der Verordnung des Bundesministers für Inneres über die Anhaltung von Menschen durch die Sicherheitsexekutive (AnhO neu).

## Details

### Graz
Das PAZ Graz mit aktueller Adresse Sauraugasse 1 liegt im Inneren des Palais Wildenstein, der sich über das Geviert Paulustorgasse/Sauraugasse/Stadtpark mit Parkring erstreckt. Das Palais und damit auch das PAZ steht unter Denkmalschutz. Der Männertrakt des PAZ war zuvor Teil eines Krankenhauses und beherbergte noch früher Klosterzellen. Bevor die Polizei die Nutzung in wesentlichen Teilen des Gebäudes aufgab und teilweise in ein Amtsgebäude an der Triester Straße übersiedelte, wurde für das PAZ die Adresse und der Haupteingang des Palais in der Paulustorgasse 8 genutzt. Die Kfz-Zufahrt erfolgte damals wie heute vom Nordende des Parkrings her.
Jener Flügel, in dem die Männer angehalten werden, wurde um 1999 renoviert. Dabei wurden eisenbeschlagene hölzerne Zellentüren aus der Justizanstalt Karlau wiederverwertet, die eine Essensklappe aufweisen.
Nordwestlich anschließend liegt ein etwa 12 × 25 m großer Hof für den Spaziergang, an dessen anderer Längsseite ein größeres Gebäude angrenzt, in dem zumindest im Hochparterre Frauen arretiert werden. Dieser innere Hof wird gegen den großen Hof des Palais durch eine Mauer abgegrenzt, die zumindest seit 1999 eine horizontal strukturierte Trapezblechverkleidung aufweist. Diese Mauer wird seit 1999/2000 durch NATO-Stacheldraht an seiner Krone gegen Überklettern gesichert. 2018/2019 wurde dieser Verhau ausgeweitet und auch eine Regenfallröhre im Osteck des Hofes gegen Beklettern gesichert.
Nach einer Demonstration 28. September 2015 von und für Flüchtlinge am Rand des Stadtparks gegenüber dem Eingang Parkring 4, startete hier am 1. Oktober das Refugee Protest Camp um „gegen die langen Asylverfahren zu protestieren“. Die Teilnehmer lösten das Camp am 28. Oktober 2015 auf. Nur zwei von 80 Personen, erhielten seit Beginn des Camps einen Interviewtermin für die Bearbeitung ihres Asylantrags. Am 7. Juli 2016 startete das 2. Protestcamp.
In der Paulustorgasse schräg gegenüber dem ehemaligen Haupttor der Polizeidirektion befindet sich an einer Stützwand Richtung Schlossberg das 1949 eingeweihte Denkmal „Zur Erinnerung an die Freiheitskämpfer gegen den Nationalsozialismus und an seine Opfer – Die Stadt Graz“.
Im Polizeigefangenenhaus Graz saß Ferdinand Berger (1917–2004) zu Ostern und ab Sommer 1935 ein wegen des Besitzes von Zeitungen des Kommunistischen Jugendverbands und der vorgeworfenen Organisation eines Streiks. Berger hatte an den Februarkämpfen in Graz und am Spanischen Bürgerkrieg teilgenommen, wurde in Frankreich interniert, überlebte 4 Jahre NS-Konzentrationslager und arbeitete nach dem Krieg bei der Polizei.